# Застава Есватинија
Застава Есватинија је усвојена 6. октобра 1968. године. Застава је хоризонтална тробојка црвене, плаве и жуте боје. На средини се налази штит постављен хоризонтално у две боје, црној и белој. 
Црвена симболизује прошле битке, плава мир и стабилност, а жута природна богаства земље. У центру се налази штит који симболише заштиту земље од непријатеља. Боје штита симболизују миран суживот црних и белих становника Есватинија.